# Francita
Francita är en ort i Mexiko.   Den ligger i kommunen Minatitlán och delstaten Veracruz, i den sydöstra delen av landet, 500 km öster om huvudstaden Mexico City. Francita ligger 31 meter över havet och antalet invånare är 295.
Terrängen runt Francita är platt. Runt Francita är det ganska glesbefolkat, med 29 invånare per kvadratkilometer. Närmaste större samhälle är Cuichapa, 13,5 km norr om Francita. Omgivningarna runt Francita är en mosaik av jordbruksmark och naturlig växtlighet.